# Oxkarbazepin
Oxkarbazepin är en kemisk förening med formeln C15H12N2O2. Ämnet är ett antiepileptikum, det vill säga ett läkemedel mot epileptiska anfall. Ämnet marknadsförs under bland annat Trileptal. Oxkarbazepin kan användas antingen som ett självständigt läkemedel eller i kombination med andra preparat för att motverka anfall. Det verkar genom att minska onormal elektrisk aktivitet i hjärnan. Oxkarbazepin kan ibland även används för att behandla bipolär sjukdom.